# NGC 7140
NGC 7140 este o galaxie situată în constelația Indianul. A fost descoperită în 4 octombrie 1834 de către John Herschel. Se află la o distanță de 30,06 de megaparseci de Pământ.